# Mariella Cavanna Scirea
Maria Rita Cavanna detta Mariella, vedova Scirea (Morsasco, 9 agosto 1949) è una politica italiana.

## Biografia
Nel 1976 sposò il calciatore della Juventus Gaetano Scirea, con cui ebbe un figlio.
Rimase vedova nel 1989 a seguito di un incidente stradale in Polonia in cui suo marito, nel frattempo divenuto allenatore in seconda del club torinese, trovò la morte.
Nel 1994 venne eletta deputata con il Polo delle Libertà, aderendo a Forza Italia. Riconfermò il proprio seggio a Montecitorio anche dopo le elezioni del 1996. Nel 1998 aderì al progetto dell'Unione Democratica per la Repubblica (UDR) patrocinato dall'ex presidente Francesco Cossiga. In occasione delle elezioni europee dell'anno successivo fu candidata nella lista dell'UDEUR (il partito nel quale nel frattempo si era trasformata l'UDR) nella circoscrizione Italia nord-occidentale, raccogliendo 1158 preferenze. Dopo la conclusione della XIII legislatura, nel 2001, abbandonò l'attività politica.
Nel 2014, come reazione ai cori antisemiti cantati dai gruppi dei Drughi bianconeri durante delle partite della Juventus, chiese che il nome del marito fosse tolto dall'intitolazione della corrispondente curva dello Juventus Stadium. La polemica successivamente si acquietò.